# Gift of Life – Ajándékozz életet
A Gift of Life – Ajándékozz életet (röviden: GOL) a magyarországi Rotary Club jószolgálati programja, melynek célja a szívfejlődési rendellenességgel született gyermekek műtéti kezelése és gyermekkardiológusok képzése azokban a környező országokban (elsősorban Románia, Ukrajna és Szerbia), ahol nem áll rendelkezésre a szükséges technológia, az orvosi szaktudás vagy éppen az ingyenes orvosi ellátás. A magyarországi program a nemzetközi Gift of Life program részeként működik, ami jelenleg 67 országban működik, és eddig több mint 40 000 gyermek szívműtétjére került sor.

## Küldetése
A célok elérése érdekében a szervezet az alábbi 4 elvet határozta meg:
- Fenntartható gyermekkardiológiai programok létrehozása, olyan országokban, ahol az nem áll rendelkezésre
- Regionális szintű gyermekkardiológiai képzés biztosítása szívsebész szakemberek számára megteremtve ezzel a sebészeti önellátást és lokális orvos csoportokat hozva létre
- Finanszírozási lehetőségek felkutatása és kiaknázása
- Felhívni a figyelmet a programra és a problémára nemzetközi szinten

## Gift of Life International
A Gift of Life International az az ernyőszervezet, amely támogatást és koordinációt nyújt a világ különböző részein megvalósuló, független Gift of Life programoknak. A Gift of Life International és a programban részt vevő Gift of Life szervezetek 2008 őszén ünnepelték a világszerte elvégzett 10 000. sikeres műtétet. Bár ez egy jelentős mérföldkő, a rotaristák, önkéntesek és egészségügyi szakemberek számára a segítés tovább folytatódik, és az elkövetkezendő évtizedben további 20 000 szívbeteg gyermek számára szeretnék az egyenlő életesélyeket biztosítani. A vállalati, üzleti és civil támogatásnak köszönhetően a Gift of Life International több száz orvos, nővér és egészségügyi személyzet képzését valósított meg több mint 20 országban, köztük Magyarországon.

## A Gift of Life és a Rotary Club
A Gift of Life programot a Rotary District 7250 hozta létre, amely New Yorkot, Queenst, Brooklynt és Nassaut foglalja magába. A District jelenlegi vezetője (2011/2012-es rotary év) a magyar származású, Amerikában élő üzletember, Karsai Gábor, aki a kezdetektől meghatározó vezetője volt a Gift of Life nemzetközi összefogás megteremtésének és a program magyarországi elindításának. A Gift of Life program világszerte rotaristák személyes felajánlásaiból és általuk gyűjtött vállalati adományokból működik.

## A Gift of Life Magyarországon
2010 tavaszán Pálfi Boróka szívműtétjével és a Rotary Magyarország támogatásával indult a Gift of Life – Ajándékozz életet háromoldalú jószolgálati együttműködés. A Rotary International, a Rotary Magyarország és a Gottsegen György Országos Kardiológiai Intézet 2010. március 24-én írta alá a Gift of Life – „Ajándékozz életet” elnevezésű nemzetközi programhoz való csatlakozás dokumentumát.
A megállapodás szerint: a Rotary Magyarország kezeli a beavatkozásra váró betegek előzetes szűrésének szervezését, a Szegedi Gyermekklinika Kardiológiai Osztályára való irányítását és mindezek pénzügyi fedezetét is biztosítja egyben. Az Intézet végzi a betegek gyermekek kardiológiai és szívsebészeti kezelését. Magát a műtéti technikát húsz évvel ezelőtt a Rotary segítségével tanulták meg orvosaik, ezt kívánják továbbhasznosítani a segítségre várók körében.
Ma Magyarországon nemzetközi szintű és igen magas színvonalú a gyermekkardiológia. A több mint 1 évtizede működő Gyermekszív Központ ma minden olyan beavatkozás elvégzésére képes, amire Európa nagy gyermekszív-centrumai vállalkoznak, és az eredmények is európai színvonalúak. Ez sajnos nem mondható el a környező országok esetében, így Magyarország egyfajta regionális központnak tekinthető. Európában ugyanis nincs hasonló program máshol, így a magyarországi tevékenység szerepe felértékelődött a környező országok – elsősorban Románia, Ukrajna és Szerbia – körében. A környező országokban sok esetben nem áll rendelkezésre a veleszületett szívrendellenességek ingyenes orvosi és műtéti ellátása, ami Magyarországon minden gyermek számára megadatik a társadalombiztosítás rendszerén keresztül. A magyarországi Gift of Life célja ezért a szakképzett magyarországi orvosok tudásának és az itthon magas színvonalú egészségügyi ellátás megosztása és rendelkezésre bocsátása a környező országokban élő szívbeteg gyermekek számára. Magyarország 2007. július 1-je óta önálló kerületként jelenik meg a Gift of Life programban. 45 hazai klubban 1044 fő vállal jószolgálati feladatokat.

## Előzmények
Dr. Fekete Farkas Pál gyermekkardiológus munkájának köszönhetően a Gift of Life 2010-ben indult második szakaszának gazdag magyar vonatkozású előzményei vannak. 1991 és 1994 között a Rotary International támogatásával a Rotary Club New Jersey és a Rotary Club Budapest 40 rendkívül súlyos magyar szívbeteg gyermek műtétjét segítette az USA-ban. A program összköltsége kb. 2,8 millió dollár volt, amelyet az amerikai klub gyűjtött össze. A magyarországi kivizsgálás, a műtétre alkalmas betegek kiválasztása a betegek és a kísérő szülők utazási költségeinek előteremtése és az egyéb adminisztratív teendők az RC Budapest feladata volt. A program keretén belül 25 magyar kardiológus, szívsebész és altatóorvos 3 hónapos továbbképzésen vett részt New Yorkban a Schneider kórházban.

## Lásd még
- Rotary Club

## Külső hivatkozások
- Gift of Life international
- Rotary District 7250
- Rotary Club Szeged Szent-Györgyi Albert[halott link]